# Aung San
Trong tên người Miến Điện này, Bogyoke là một kính ngữ.
Aung San (tiếng Miến Điện: အောင်ဆန်း; MLCTS: , phát âm [àʊɰ̃ sʰáɰ̃]; 13 tháng 2 năm 1915 – 19 tháng 7 năm 1947) là một chính trị gia, nhà cách mạng và nhà hoạt động độc lập người Miến Điện. Ông đóng vai trò quan trọng trong sự nghiệp đấu tranh nhằm lật đổ ách cai trị thực dân Anh, giành độc lập cho dân tộc Myanmar. Aung San cùng nhiều thành viên trong nội các thuộc địa đã bị giết trong một vụ ám sát khoảng sáu tháng trước khi mục tiêu đấu tranh được hoàn thành. Ông được suy tôn là người sáng lập ra nước Myanmar hiện đại cũng như Tatmadaw (Lực lượng vũ trang Myanmar), và thường được người Myanmar gọi bằng các danh hiệu như "Cha già dân tộc", "Người cha của nền độc lập" và "Người cha của Tatmadaw".
Với mục tiêu chấm dứt ách cai trị của thực dân Anh ở Myanmar, ông đã thành lập hoặc có liên kết chặt chẽ với nhiều nhóm và phong trào chính trị tại Miến Điện, đồng thời khám phá nhiều trường phái tư tưởng chính trị trong suốt cuộc đời của mình. Ông là một người nhiệt thành chống chủ nghĩa đế quốc và từng nghiên cứu về chủ nghĩa xã hội khi còn là sinh viên. Trong năm đầu đại học, ông được bầu vào ban chấp hành Hội sinh viên Viện Đại học Yangon và làm biên tập viên cho tờ báo của hội. Ông gia nhập Đảng Thakin vào năm 1938 và giữ chức tổng thư ký, trở thành người lãnh đạo "Phong trào thanh niên Thakin" và bị bỏ tù trong một thời gian ngắn bởi chính quyền thực dân Anh vì lý do đó. Ông cũng đã góp phần vào việc thành lập Đảng Cộng sản Myanmar vào năm 1939 nhưng sớm rời khỏi đảng này vì ông đã có những bất đồng sâu sắc với các thành viên khác trong ban lãnh đạo đảng. Sau đó, ông trở thành đồng sáng lập Đảng Cách mạng Nhân dân (về sau trở thành Đảng Xã hội Miến Điện) với mục tiêu chính là giành lại độc lập cho nước Myanmar từ tay thực dân Anh.
Không lâu trước khi Chiến tranh thế giới thứ hai bùng nổ, Aung San trốn khỏi Myanmar và đến Trung Quốc để kêu gọi sự hỗ trợ của nước ngoài cho nền độc lập của Myanmar. Ông đã chạy sang Nhật Bản năm 1940 và trở lại cùng với quân Nhật xâm lược với tư cách đứng đầu Quân đội Độc lập Miến Điện năm 1941. Sau đó ông giữ chức Bộ trưởng Bộ Chiến tranh trong chính phủ Quốc gia Miến Điện do tiến sĩ Ba Maw đứng đầu. Vỡ mộng với Nhật Bản, ông đã đổi phe và hợp nhất các lực lượng vũ trang của mình với quân Đồng minh để chống lại quân Nhật. Sau Thế chiến thứ hai, ông đã đàm phán về vấn đề độc lập Myanmar trong hiệp định Aung San-Attlee. Ông giữ chức Thủ tướng đời thứ 5 của Thuộc địa vương quyền Miến Điện từ năm 1946 đến năm 1947. Ông lãnh đạo đảng  của mình là Liên đoàn Tự do của Nhân dân Chống Phát xít và giành chiến thắng trong cuộc tổng tuyển cử ở Miến Điện năm 1947, nhưng ông và hầu hết nội các của ông đã bị ám sát trước khi đất nước giành được độc lập.
Ông là cha của bà Aung San Suu Kyi, một nữ chính khách, chính trị gia và là người đoạt giải Nobel Hòa bình. Bà là Cố vấn nhà nước Myanmar và là Bộ trưởng Bộ Ngoại giao trong nội các của Tổng thống Win Myint trước khi cuộc đảo chính ở Myanmar xảy ra vào năm 2021.

## Di sản

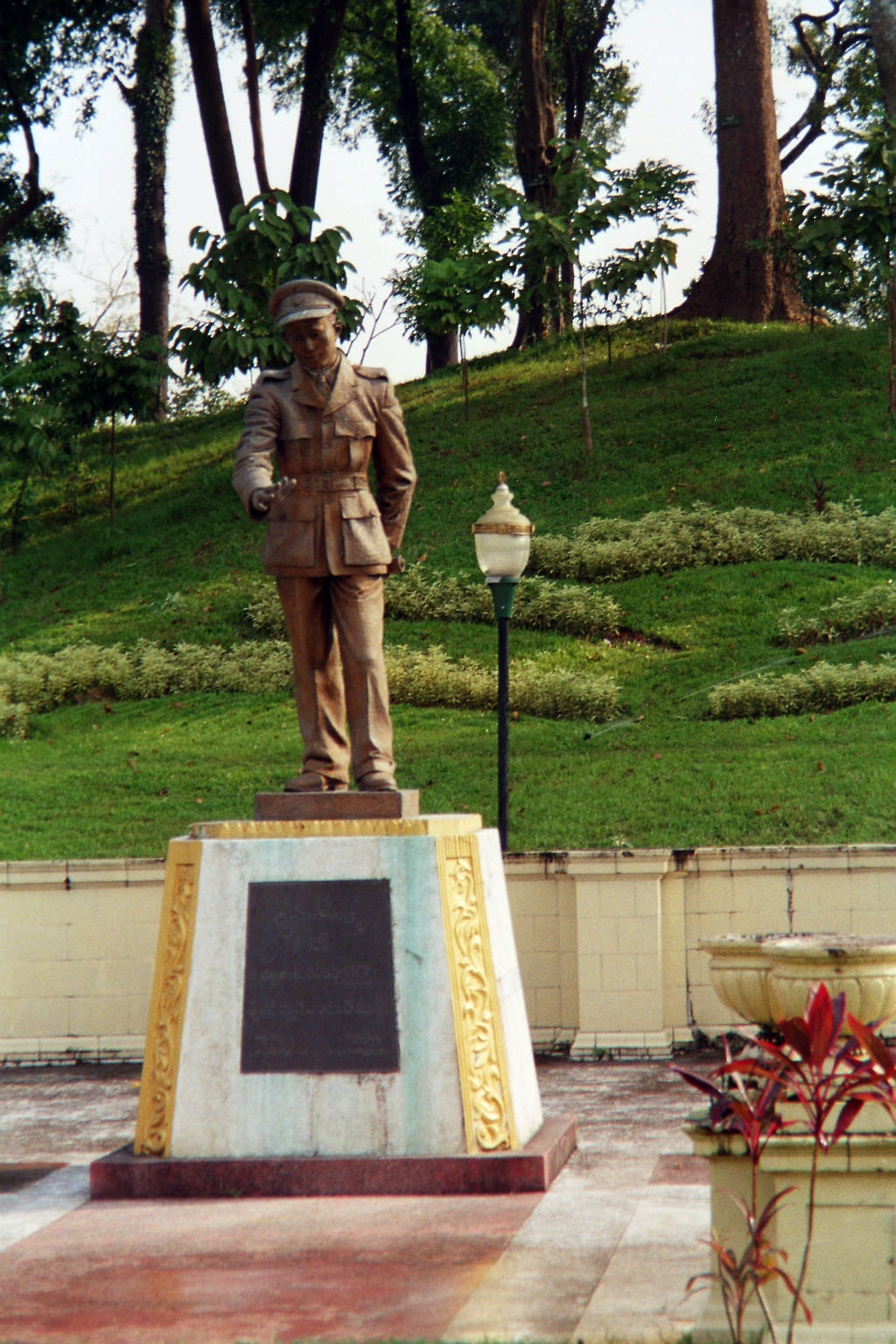
Tượng đài Bogyoke Aung San, tọa lạc ở bờ phía bắc hồ Kandawgyi, Yangon

Aung San được tôn vinh là một anh hùng dân tộc, người kiến thiết nên nước Myanmar hiện đại vào nhờ công lao của ông trong nỗ lực đấu tranh giành độc lập và thống nhất nước nhà.
Một lăng mộ tưởng niệm các chiến sĩ tử trận (Lăng Liệt sĩ) đã được xây dựng ở vị trí gần cửa Bắc của quần thể chùa Shwedagon vào năm 1947 và ngày 19 tháng 7 hằng năm (ngày mất của ông) được chọn làm ngày Thương binh liệt sĩ, đồng thời là một ngày lễ được nghỉ của Myanmar. Lăng mộ ban đầu được xây cho Aung San đã bị phá hủy trong một vụ đánh bom diễn ra vào ngày 9 tháng 10 năm 1983 tại thành phố Yangon, khi Tổng thống Hàn Quốc Jeon Du-hwan bị các điệp viên của CHDCND Triều Tiên ám sát bất thành. Một công trình lăng tưởng niệm mới đã được xây dựng lên trên nền đất của lăng tưởng niệm cũ.
Một vài tháng sau khi Aung San bị ám sát, vào ngày 4 tháng 1 năm 1948, nhà nước Myanmar chính thức được trao trả độc lập. Từ tháng 8 năm 1948 trở đi, nước Myanmar phải trải qua một thời kỳ nội chiến kéo dài cho tới thời điểm hiện tại, trong đó các cuộc giao tranh giữa quân đội quốc gia và các nhóm người nổi dậy như dân quân của những người cộng sản hoặc của dân tộc thiểu số.
Tên của Aung San đã được các chính phủ Myanmar liên tục được nhắc đến kể từ khi giành được độc lập cho tới khi bị một chế độ quân sự vào những năm 1990 cố gắng xóa bỏ mọi dấu vết về của ông trong ký ức của người dân. Dù vậy, một số bức tượng của ông tại cố đô Yangon và bức tranh chân dung của ông vẫn là niềm tự hào trong nhiều mái ấm và công sở trên khắp đất nước. Sau khi nước Myanmar được trao trả độc lập, một khu chợ nổi tiếng tại thành phố Yangon là chợ Scott đã được đổi tên thành chợ Bogyoke; và đường Commissioner đã được đổi tên lại thành đường Bogyoke Aung San. Những cái tên này được duy trì cho tới hiện nay. Tên của ông còn được đặt cho các đường phố và công viên tại nhiều thị trấn và thành phố khác ở Myanmar. Trong những thập kỷ sau khi Aung San bị ám sát, nhiều người dân Myanmar coi ông như một biểu tượng của cải cách dân chủ; trong Cuộc nổi dậy 8888 năm 1988 để phản đối chính quyền độc tài quân sự, nhiều người biểu tình mang theo những tấm áp phích có hình Aung San như một biểu tượng cho phong trào của họ. Nhiều người vào thời điểm đó coi Aung San như một biểu tượng cho một nước Myanmar thịnh vượng, dân chủ và hòa bình, điều mà khi ấy chưa được hiện thực hóa.
Năm 1962, dưới dự lãnh đạo của đại tướng Ne Win, quân đội Myanmar đã tiến hành lật đổ chính quyền dân sự trong một cuộc đảo chính và thiết lập chế độ quân sự. Quân đội Myanmar biện minh cho tính chính danh của chính phủ quân sự một phần bằng cách trích dẫn những di sản của Aung San trong việc lãnh đạo đất nước vào thời kỳ diễn ra Chiến tranh thế giới thứ hai, khi ông vừa là nhà lãnh đạo quân sự vừa là nhà lãnh đạo chính trị. Sau khi đảo chính thành công, Ne Win đã thông qua tuyên truyền và công bố nhằm thúc đẩy một ý tưởng rằng, với tư cách là người lãnh đạo lực lượng vũ trang và là thành viên của nhóm Ba mươi đồng chí, ông là người kế vị hợp pháp duy nhất của Aung San.